# Vicent Flor i Moreno
Vicent Flor i Moreno (València, 21 de maig de 1971) és un sociòleg valencià, autor dels assajos Noves glòries a Espanya, anticatalanisme i identitat valenciana i Societat anònima. Els valencians, els diners i la política. Del 2015 al 2024 fou el director de la Institució Alfons el Magnànim-Centre Valencià d'Estudis i d'Investigació.

## Trajectòria acadèmica i intel·lectual
Flor és llicenciat en ciències polítiques i sociologia i també en antropologia social i cultural per la UNED i doctor en sociologia per la Universitat de València. Des de la dècada del 2000 és professor universitari de Sociologia a la Universitat de València i professor-tutor a la UNED. Les seues especialitats són la sociologia política i la sociologia de la cultura, particularment aplicat a la societat valenciana. Ha treballat com a conservador en el Museu Valencià de la Il·lustració i de la Modernitat i ha col·laborat amb entitats culturals com l'associació ACV Tirant lo Blanc. Ha estat director acadèmic de la Fundació Nexe de 2011 a 2015. També ha estat director de la Institució Alfons el Magnànim-Centre Valencià d'Estudis i d'Investigació de l'any 2015 al 2024.
L'abril de 2011 publicà Noves glòries a Espanya, anticatalanisme i identitat valenciana, que analitza el sorgiment, influència social i evolució del blaverisme. El llibre és un assaig resultat de la seua tesi doctoral L'anticatalanisme al País Valencià: Identitat i reproducció social del discurs del blaverisme i va ser presentat per primera vegada al Col·legi Major Rector Peset de la Universitat de València. El contingut del llibre va ser durament atacat des de sectors de l'extrema dreta de València, tal com demostra el fet que el 5 de juliol de 2011 una trentena d'activistes ultradretans feren acte de presència en el saló d'actes de la FNAC de València per tal d'impedir violentament (llançant cadires, llibres i bombetes de fum als assistents) una segona presentació del llibre. Els ultres, afins a les organitzacions Grup d'Acció Valencianista i España 2000, van haver de ser desallotjats per la policia. Entre els agressors es trobaven José Luis Roberto, president d'España 2000, Manolo Latorre del GAV i Juan García Sentandreu, líder de Coalició Valenciana i expresident del GAV, qui va ser emmanillat i detingut.
El 2013 va dirigir el llibre col·lectiu Nació i identitats: pensar el País Valencià, amb col·laboracions de Ferran Archilés, Rafael Castelló, Anselm Bodoque i Brauli Montoya, i prologat per Joan Francesc Mira. El seu capítol se centra en el secessionisme lingüístic valencià. En juliol de 2015 publicà Societat anònima. Els valencians, els diners i la política, en aquest llibre s'analitzen, i es critiquen, alguns dels problemes estructurals que pateixen la majoria dels cinc milions de valencians: la invisibilització per part dels mitjans i polítics espanyols, la corrupció, el model productiu centrat en la rajola, la pobresa, l'infrafinançament, la subordinació dels valencianoparlants, el pretès «poder valencià», etc., i se'n proposen algunes alternatives. El periodista Paco Cerdà considerà aquest assaig un retrat de la debacle valenciana.
El 2020 publica Nosaltres som el València: futbol, poder i identitats, un estudi sobre el paper del València CF en la societat valenciana. Un any després, guanyaria el Joanot Martorell de Narrativa amb El Carrer de Baix, el seu debut com a novel·lista.

## Trajectòria política
Nascut a una família conservadora de classe mitjana de la ciutat de València, a sa casa es llegia Las Provincias i se sentia el discurs anticatalanista que a aquesta ciutat era molt present als anys 80. La seua inquietud valencianista, unida a la influència que l'anticatalanisme tenia sobre la societat valenciana arran de l'anomenada batalla de València, el van portar a militar a les joventuts del partit blaver Unió Valenciana el 1986.
Quan el 1990 es crea Futur Valencià, una espècie de fòrum obert on es reunien valencianistes de diverses sensibilitats, en la línia del que llavors es coneixia com a tercera via valenciana, molts dels membres dels joves d'Unió Valenciana hi participaren, amb Flor, que era el secretari de l'organització juvenil al capdavant. Aquesta evolució del sector juvenil del partit blaver cap a posicions nacionalistes va culminar amb la creació el 1992 de Joventut Valencianista, de la qual Vicent Flor va ser fundador. Poc després, el 20 de novembre de 1993, Flor i la resta de joves que van crear l'entitat foren expulsats d'Unió Valenciana.
El 1995 ingressa al Partit Valencià Nacionalista que l'any 2000 fou un dels partits que es desintegrà per a formar el Bloc Nacionalista Valencià. A aquesta formació, Flor ha estat membre de l'executiva nacional i de 2000 a 2003 també secretari comarcal de la ciutat de València, i va arribar a presentar candidatura per a ser el secretari general del BLOC al congrés del partit el 2003, que va guanyar-li Enric Morera per només 2 vots de diferència.